# بوجاتوفو
بوجاتوفو (بالبلغارية: Богатово)‏ قرية تقع إدارياً ضمن Sevlievo ‏ في بلغاريا. ويبلغ عدد سكانها 426 نسمة حسب تعداد 15 مارس 2015. تعتمد بوجاتوفو للبريد على الرمز البريدي 5421 وللاتصالات على رمز الاتصال الهاتفي المحلي 067394.